# HD148655
HD148655 — хімічно пекулярна зоря спектрального класу A2, що має видиму зоряну величину в смузі V приблизно  7,8.
Вона  розташована на відстані близько 372,3 світлових років від Сонця.